# Zajčje Polje
Zajčje Polje je naselje v občini Kočevje, ki leži na Zajčjem polju.